# R.I.P.R.O. Volume IV
Albums de Lacrim
LACRIM
(2019) Persona non grata
(2021)
R.I.P.R.O. Volume IV est une mixtape du rappeur français Lacrim, sortie le 16 octobre 2020.

## Historique
En août 2020, soit un an et demi après la sortie de son précédent album, Lacrim annonce la sortie de la quatrième mixtape de la série R.I.P.R.O., il annonce également que ce quatrième volume sera le dernier de la série.
Une semaine après sa sortie, la mixtape s'est écoulée à 20 415 exemplaires.
Elle est certifiée disque d'or en décembre, soit deux mois après sa sortie.

## Liste des titres
| No  | Titre                                              | Auteur                | Compositeur(s)               | Durée |
| --- | -------------------------------------------------- | --------------------- | ---------------------------- | ----- |
| 1.  | El Professor                                       | Lacrim                | Ken & Ryu                    | 2:24  |
| 2.  | Jacques Chirac                                     | Lacrim                | Heizenberg & Chapo           | 2:57  |
| 3.  | Nipsey Hussle (feat. Niska)                        | Lacrim, Niska         | Heizenberg, Chapo, Ken & Ryu | 2:55  |
| 4.  | Végéta                                             | Lacrim                | Heizenberg, Chapo, Ken & Ryu | 3:16  |
| 5.  | Dadinho (feat. Ninho)                              | Lacrim, Ninho         | Ken & Ryu                    | 3:29  |
| 6.  | Rafa & Carlos                                      | Lacrim                | Heizenberg, Chapo, Ken & Ryu | 3:12  |
| 7.  | Boston George (feat. Maes)                         | Lacrim, Maes          | Tortoz, Twenty9, Ken & Ryu   | 3:22  |
| 8.  | Picasso                                            | Lacrim                | Heizenberg & Chapo           | 3:14  |
| 9.  | Big Meech (feat. Leto)                             | Lacrim, Leto          | Chapo, Ken & Ryu             | 3:14  |
| 10. | Penélope Cruz                                      | Lacrim                | Heizenberg, Chapo, Ken & Ryu | 3:08  |
| 11. | Éric Cantona (feat. Jul)                           | Lacrim, Jul           | AriBeatz                     | 2:59  |
| 12. | Allez nique ta mère (feat. Soso Maness)            | Lacrim, Soso Maness   | Kore, Aurélien Mazin         | 2:43  |
| 13. | Dracula (feat. Sfera Ebbasta & Vladimir Cauchemar) | Lacrim, Sfera Ebbasta | Vladimir Cauchemar           | 2:33  |
| 14. | Sam & Driss                                        | Lacrim                | AriBeatz                     | 3:33  |
| 15. | Zizou                                              | Lacrim                | Ken & Ryu                    | 3:11  |
| 16. | Kadyrov (feat. Goulag)                             | Lacrim, Goulag        | Ken & Ryu                    | 3:24  |
| 17. | Le petit Nicolas                                   | Lacrim                | Ken & Ryu                    | 3:28  |

## Titres certifiés en France
- Jacques Chirac  Or [4]
- Dadinho (feat. Ninho)  Platine [5]
- Boston George (feat. Maes)  Diamant [6]
- Eric Cantona (feat. Jul)  Or
- Allez nique ta mère (feat. Soso Maness)  Or [7]
- Rafa & Carlos  Or [8]

## Clips vidéo
- Allez nique ta mère (feat. Soso Maness) : 12 juin 2020
- Jacques Chirac : 23 septembre 2020
- Végéta : 15 octobre 2020
- Boston George (feat. Maes) : 9 novembre 2020
- Dadinho (feat. Ninho) : 17 Février 2021

## Classements et certifications

### Certifications et ventes
| Région        | Certification | Ventes/Streams |
| ------------- | ------------- | -------------- |
| France (SNEP) | Platine       | 100 000        |